# Grčka žaba
Grčka žaba (lat. Rana graeca) je vrsta žabe iz porodice Ranidae. Ova vrsta je prisutna na području Albanije, jugoistočne Bosne i Hercegovine, jugozapadne Bugarske, Grčke, Makedonije, južne i središnje Srbije i Crne Gore i, vjerojatno, u Turskoj.
Njeno prirodno obitavalište su okoline hladnijih rijeka i potoka u višim predjelima, poput umjerenih šuma, brdskih i planinskih pašnjaka. Nema je na nadmorskim visinama ispod 200 metara.
Grčka žaba je vrlo brza i okretna. Duga je oko 8 cm, a tijelo joj je duguljasto i plosnato. Boja tijela im je prilagođena okolini i obično je u nijansama žute, crvene, maslinaste ili sive boje i posuta mrljama. Trbuh je bijel ili žut. Vrat je tamnije boje s karakterističnom svijetlom linijom u sredini. Tijekom sezone parenja mužjaci mijenjaju boju u smeđu ili tamnu, a koža im postaje poput želea.